# مستشفى الحميات والجهاز الهضمي والكبد بالعباسية
مستشفى الحميات والجهاز الهضمي والكبد بالعباسية أو مستشفى حميات العباسية هو مستشفى حميات حكومي مصري، يتبع مديرية الشئون الصحية بمحافظة القاهرة التابعة لوزارة الصحة والسكان، يقع في حي العباسية بمدينة القاهرة على مساحة 35 فدان، أنشأ سنة 1893 في عهد الخديوي عباس حلمي الثاني، يُعد أكبر وأقدم مستشفى متخصص في علاج والسيطرة على الأمراض المعدية، أمراض الجهاز الهضمي، وأمراض الكبد في مصر، إذ يضم 24 مبنى وبلغت طاقته الاستيعابية سنة 2015 أكثر من 400 سرير.

## التاريخ
يعود تاريخ إنشاء مستشفى الحميات والجهاز الهضمي والكبد بالعباسية إلى سنة 1893 في عهد الخديوي عباس حلمي الثاني، لمواجهة الأوبئة والأمراض المعدية فى مصر، خصوصًا بعد تفشي وباء الكوليرا في مصر سنة 1883 في عهد الخديوي توفيق والذي أودى بحياة أكثر من 80 ألف شخص، وكان للمستشفى دور في مواجهة العديد من الأوبئة التي ضربت مصر خلال القرن العشرين أهمها الحمى الراجعة سنة 1945، الكوليرا سنوات 1902، 1937، 1947، حمى الوادي المتصدع والتهاب السحايا سنة 1977.

## الأقسام والتخصصات
يضم مستشفى الحميات والجهاز الهضمي والكبد بالعباسية 24 قسم يضم مختلف التخصصات الطبية

## وصلات خارجية
- الصفحة الرسمية للمستشفى على موقع فيس بوك.